# Université de Séville
L’université de Séville est un établissement d'enseignement supérieur public dont le siège se trouve à Séville, en Espagne. Son nom officiel est Universidad de Sevilla, mais elle est souvent appelée La Hispalense. Comptant près de 70 000 étudiants, elle constitue, quant aux  effectifs, l'université la plus importante de la communauté autonome d'Andalousie, et la deuxième d'Espagne après l'université Complutense de Madrid.
Fondée en 1505 par une bulle du pape Jules II, elle n'a cessé au cours de son histoire de se développer. Son offre de formation est à présent très étoffée, et largement généraliste : lettres et sciences humaines, sciences, droit, sciences économiques, arts... L'enseignement et la recherche sont assurés par une équipe de près de 4 200 professeurs et assimilés.
La présidence de l'université, ainsi que la plupart des services centraux sont installés depuis 1954 dans l'ancienne Fabrique royale de tabac, un gigantesque édifice du XVIIIe siècle bâti à proximité immédiate du centre historique.

## Histoire

### Fondation

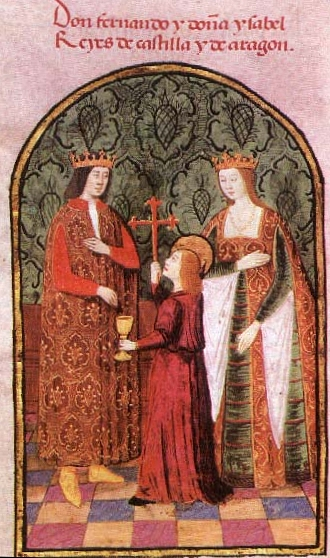
Les Rois catholiques

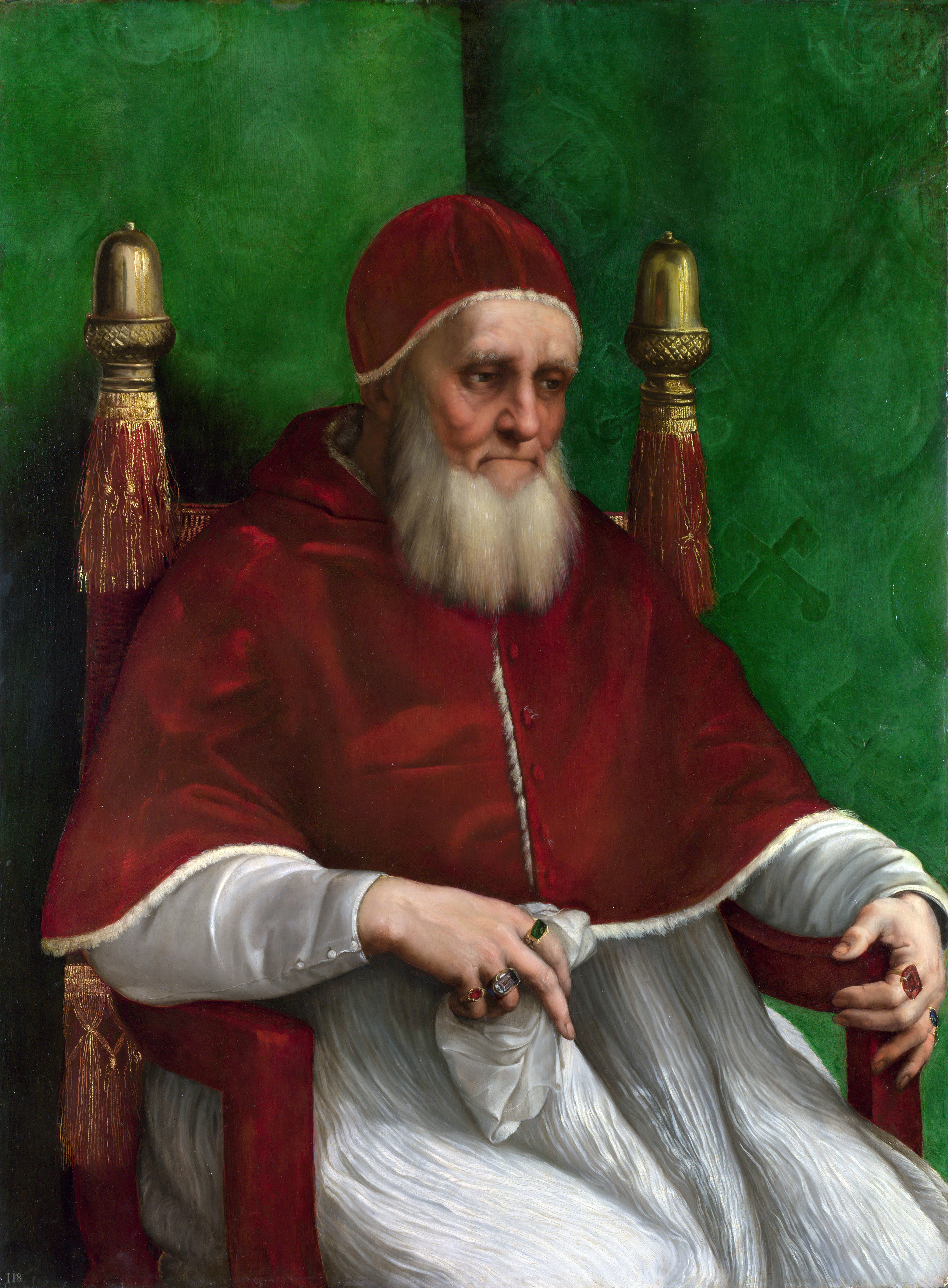
Le pape Jules II par Raphaël.

La première étape dans la constitution d'un pôle universitaire à Séville remonte à 1256, lorsque le roi Alphonse X de Castille octroya un privilège à la ville pour y créer un estudio y escuelas generales de Latin i Arabigo (étude et écoles générales de latin et d'arabe). La mesure ne fut pas suivie d'effets, et il fallut attendre 1502 pour que les Rois catholiques concèdent une charte royale à la mairie de la ville pour fonder un Estudio general (une école) de théologie, médecine et droit. Une nouvelle fois, l'administration municipale ne profite pas de la licence donnée par la couronne, dont les droits seront transférés au collège de Santa María de Jesús en 1551.
C'est entretemps que survient la fondation officielle de l'Université de Séville. En 1505, l'archidiacre Maese Rodrigo Fernández de Santaella obtient du pape Jules II une bulle pontificale, autorisant la création d'un collège et d'une université dispensant des enseignements en arts, logique, philosophie, théologie, droit canonique et droit civil. 
La bulle est confirmée en 1508 par Jules II, et les premiers enseignements débutèrent en 1516. Dès ses origines, l'université est divisée en deux entités portant le nom de Santa María de Jesús ou de Maeso Rodrigo : l’université proprement dite, et le collège universitaire. Ce dernier est conçu comme une institution destinée aux plus modestes, mais son public se restreint très rapidement aux élèves issus des plus hautes couches de la société sévillane, qui trouvent au collège le moyen d'accéder aux plus prestigieuses fonctions politiques, ecclésiastiques et judiciaires.

### Évolution

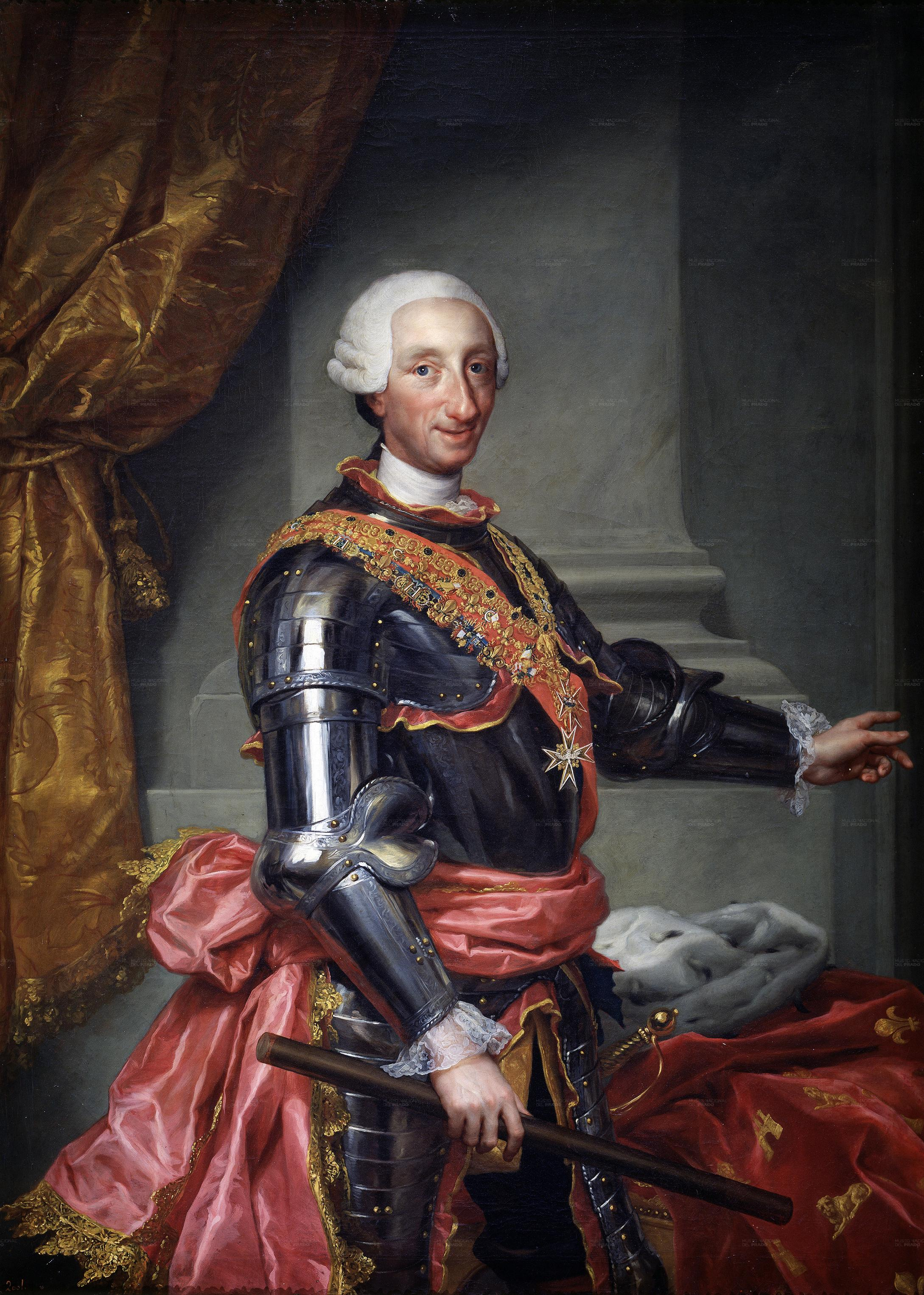
Charles III par Anton Raphael Mengs.

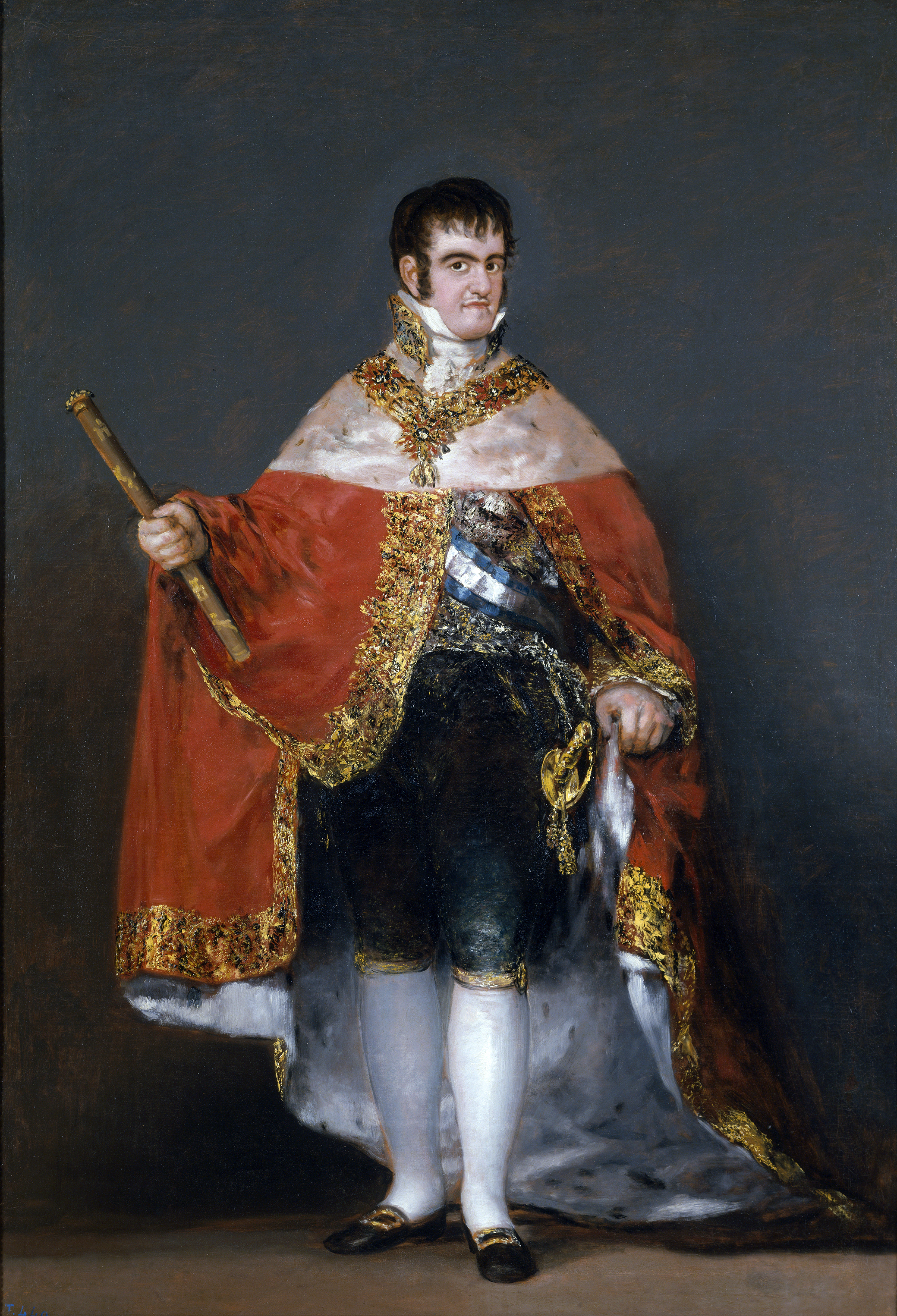
Ferdinand VII par Goya.

L'université et le collège fonctionnent selon les termes des bulles de 1505 et 1508, jusqu'au siècle des Lumières, où la volonté réformatrice pousse le pouvoir à envisager des bouleversements sociétaux. En 1769, Charles III approuve par décret le rapport de Pablo de Olavide, intendant de Séville, qui propose la réforme de l'université de la ville et la séparation de celle-ci et du collège. L'université est dotée du monopole de l'enseignement supérieur, visant à former les plus hauts fonctionnaires de l'État, tandis que le collège se voit ainsi privé de ses compétences et devient une simple résidence estudiantine. 
Olavide fonde l'Université Littéraire, qui devient, sous le contrôle du roi, la seule institution d'enseignement supérieur dans l'actuelle capitale andalouse. Néanmoins, si l'État s'attribue la direction de l'établissement, celui-ci peine à trouver des financements non abondés par le pouvoir royal. La pression du pouvoir ecclésiastique mènera par ailleurs à la réforme à l'échec, et Olavide finira par être condamné par l'Inquisition et s'exilera en France. 
En 1807, un nouveau plan de réformes réduit à onze le nombre d'universités espagnoles. Séville appartient à ce cercle restreint et englobe les établissements d'Osuna et de Baeza, fermés. De nouvelles disciplines sont introduites, dont le droit public et l'économie politique. Les efforts de l'Église, soutenue par les secteurs conservateurs de la société, freinent les efforts de modernisation durant tout le XIXe siècle, et l'université espagnole souffre gravement de ces luttes entre milieux progressistes et traditionalistes. 
Les incessantes modifications du cadre universitaire sévillan en sont l'illustration. En 1815, Ferdinand VII réunit le collège exsangue et l'université sans que cette situation ne perdure, avec l'arrivée des libéraux au pouvoir dans les années 1820. Ces derniers suppriment le collège de Santa María et celui de Santo Tomás, dont les biens sont transférés à l'université. Le bref retour de Ferdinand VII n'y fera rien : malgré ses décisions en faveur de l'enseignement de l'Église, le collège de Santa María de Jesús sera définitivement fermé en 1836.
Les tentatives postérieures de modernisation de l'enseignement supérieur seront sans cesse remises en cause par l'instabilité politique du pays, et la fragilité des finances publiques. Centralisation et laïcisation peineront à s'inscrire dans le paysage éducatif du pays. Cette situation se poursuit au XXe siècle avec la succession des régimes et surtout l'avènement du franquisme en 1939, qui soumet, à travers la loi universitaire de 1943, les universités à une centralisation opprimante et à un strict respect de la morale national-catholique .
Le personnel de l'Université de Séville se distingue alors par sa proximité avec le Movimiento Nacional, et les opposants sont pourchassés. L'établissement, comme toutes les universités espagnoles, est étroitement contrôlé par le pouvoir central : le recteur est nommé par le ministre, et doit publiquement faire preuve de son attachement aux idéaux franquistes. Cette adhésion à l'idéologie officielle est également exigée des professeurs durant les premières années du régime.
En 1948 apparaît la nécessité de trouver un site plus approprié aux enseignements universitaires. C'est ainsi qu'il est décidé d'installer l'université dans l'ancienne Fabrique royale de tabac de Séville, qui, une fois restaurée et réaménagée, accueille la présidence et une partie des services et facultés à partir de 1954.
C'est avec la Transition démocratique qui s'ouvre après la mort de Franco en 1975 que l'université espagnole, et partant celle de Séville, connaissent un développement spectaculaire, liée à une évolution radicale du cadre juridique. Les différentes lois sur l'enseignement supérieur depuis lors ont consacré le principe de l'autonomie des universités, qui évoluent dans un cadre national souple. L’université de Séville, largement maîtresse de son fonctionnement, est sous la double-tutelle du ministère espagnol de l'Éducation et de la Science et de la Junta de Andalucía. Elle est aujourd'hui la plus importante université andalouse et la deuxième d'Espagne, quant aux effectifs .

## Implantation

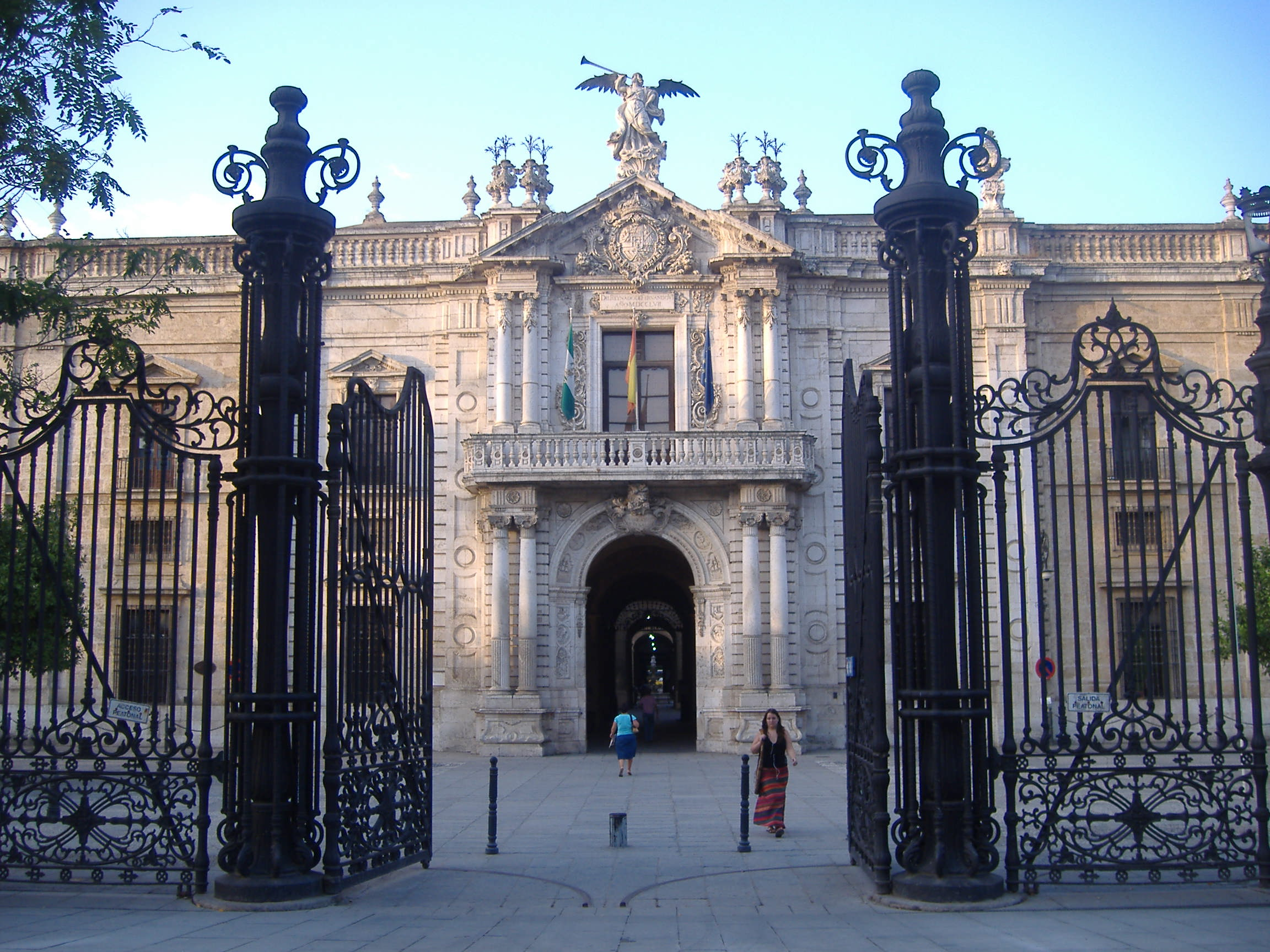
Portail principal de la Fabrique royale de tabac.

La présidence de l'université ainsi que la plupart des services centraux sont situés dans l'ancienne fabrique royale de tabac de Séville, construite en plein cœur de la cité, à proximité de l'Alcázar, du palais de San Telmo, de l'hôtel Alfonso XIII, du parc de María Luisa et de la place d'Espagne. Le bâtiment accueille également les facultés de sciences humaines (lettres, histoire, philosophie, langues...).
Les autres facultés et les écoles sont installées sur divers campus établis en plusieurs endroits de la ville. Le campus de Reina Mercedes, dans les quartiers sud de la ville, accueille les facultés écoles de sciences et de pharmacie. Le campus de Ramón y Cajal, lui aussi au sud, abrité les écoles et facultés de sciences économiques, de philosophie et de sciences de l'éducation. Le campus de la Cartuja est le siège des facultés de communication et d'odontologie, tandis que le campus de la Macarena héberge la faculté de médecine et une partie de celle d'odontologie .
Enfin, plusieurs services communs occupent les anciens pavillons de l'Exposition ibéro-américaine de 1929.

## Composition et enseignements
L’université de Séville dispense un grand nombre de formations dans ses nombreuses facultés et écoles. On distingue les centros propios, qui constituent les unités de formation propres à l'université et sont composés des écoles et facultés, et les centros adscritos, qui sont des établissements souvent privés rattachés à l'université pour pouvoir développer leur activité et délivrer des diplômes.
| Liste des unités d'enseignement et de recherche propres de l'Université de Séville                         | Liste des unités d'enseignement et de recherche propres de l'Université de Séville                                                                    | Liste des unités d'enseignement et de recherche propres de l'Université de Séville                                                       | Liste des unités d'enseignement et de recherche propres de l'Université de Séville |
| --- | --- | --- | ---------------------------------------------------------------------------------- |
| Unités | Disciplines enseignées | Diplômes | Site                                                                               |
| Escuela técnica superior de arquitectura (École technique supérieure d'architecture)                       | Architecture | Diplôme d'architecte | Reina Mercedes                                                                     |
| Escuela técnica superior de ingeniería informática (École technique supérieure d'ingénierie informatique)  | Ingénierie informatique | Diplôme d'ingénieur en informatique et diplôme d’ingénieur technique                                                                     | Reina Mercedes                                                                     |
| Escuela técnica superior de ingenieros (École technique supérieure d'ingénieurs)                           | Ingénierie en aéronautique, télécommunications, automatique et électronique industrielles, électronique, organisation industrielle, industrie, chimie | Diplôme d'ingénieur dans chacune des disciplines enseignées                                                                              | Cartuja                                                                            |
| Escuela universitaria de arquitectura técnica (École technique supérieure d'architecture technique)        | Ingénierie en aéronautique, télécommunications, automatique et électronique industrielles, électronique, organisation industrielle, industrie, chimie | Diplôme d'architecte technique | Reina Mercedes                                                                     |
| Escuela universitaria de ciencias de la salud (École universitaire des sciences de la santé)               | Formation des infirmières, physiothérapeutes et podologues                                                                                            | Diplôme dans chacune de ces trois disciplines                                                                                            | Macarena                                                                           |
| Escuela universitaria de estudios empresariales (École universitaire d'études entrepreneuriales)           | Sciences entreprenariales et tourisme | Diplôme dans chacune de ces deux disciplines                                                                                             | Ramón y Cajal                                                                      |
| Escuela universitaria de ingeniería técnica agrícola (École universitaire d'ingénierie technique agricole) | Ingénierie en agriculture, pêche, horticulture et jardinerie                                                                                          | Diplôme d'ingénieur technique agricole                                                                                                   | Pablo de Olavide                                                                   |
| Escuela universitaria politécnica (École universitaire polytechnique)                                      | Ingénierie en dessin industriel, chimie industrielle, mécanique, électronique industrielle et électricité                                             | Diplôme d'ingénieur technique dans chacune de ces disciplines                                                                            | Calle Niebla                                                                       |
| Facultad de Bellas Artes (Faculté des beaux-arts)                                                          | Beaux-arts | Licence ès beaux-arts | Calle Laraña                                                                       |
| Facultad de Biología (Faculté de biologie)                                                                 | Biologie et biochimie | Licence dans chacune de ces deux disciplines                                                                                             | Reina Mercedes                                                                     |
| Facultad de Ciencias de la Educación (Faculté de sciences de l'éducation)                                  | Activités physiques et sportives, pédagogie, psychopédagogie, formation des enseignants                                                               | Licence dans chacune des trois premières disciplines, maîtrise d'enseignement préparant aux concours publics et privés de l'enseignement | Ramón y Cajal                                                                      |
| Facultad de Ciencias del Trabajo (Faculté de sciences du travail)                                          | Sciences du travail | Licence en sciences du travail et diplôme technique en relations du travail                                                              | Calle Madre de Dios                                                                |
| Facultad de Ciencias económicas y empresariales (Faculté de sciences économiques et entreprenariales)      | Administration et direction des entreprises, économie, mercatique                                                                                     | Licence dans chacune des trois disciplines                                                                                               | Ramón y Cajal                                                                      |
| Facultad de Comunicación (Faculté de communication)                                                        | Communication audiovisuelle, journalisme, publicité et relations publiques                                                                            | Licence dans chacune des trois disciplines                                                                                               | Cartuja                                                                            |
| Facultad de Derecho (Faculté de droit)                                                                     | Droit | Licence ès droit et diplôme de gestion et administration publiques                                                                       | Ramón y Cajal                                                                      |
| Facultad de Farmacía (Faculté de pharmacie)                                                                | Pharmacie | Diplôme de pharmacien | Reina Mercedes                                                                     |
| Facultad de Filología (Faculté de lettres et langues)                                                      | Lettres classiques et modernes, langues étrangères (allemand, anglais, arabe, français, italien)                                                      | Licence ès lettres et langues | Ancienne fabrique royale de tabac (Rectorat)                                       |
| Facultad de Filosofía (Faculté de philosophie)                                                             | Philosophie | Licence ès philosophie | Ramón y Cajal                                                                      |
| Facultad de Física (Faculté de physique)                                                                   | Physique | Licence ès physique | Reina Mercedes                                                                     |
| Facultad de Geografía e Historia (Faculté d'histoire et géographie)                                        | Anthropologie, histoire, histoire de l'art et géographie                                                                                              | Licence dans chacune de ces quatre disciplines                                                                                           | Ancienne fabrique royale de tabac (Rectorat)                                       |
| Facultad de Matemáticas (Faculté de mathématiques)                                                         | Mathématiques, sciences et techniques statistiques | Licence dans chacune de ces deux disciplines, et diplôme technique de statisticien                                                       | Reina Mercedes                                                                     |
| Facultad de Medicina (Faculté de médecine)                                                                 | Médecine | Diplôme de médecin | Macarena                                                                           |
| Facultad de Psicología (Faculté de psychologie)                                                            | Psychologie | Licence en psychologie | Ramón y Cajal                                                                      |
| Facultad de Química (Faculté de chimie)                                                                    | Chimie | Licence ès chimie | Reina Mercedes                                                                     |
| Source : université de Séville.                                                                            | | |                                                                                    |

## Budget et effectifs

### Effectifs
En 2006-2007, l'effectif étudiant s'élevait à 68 195 personnes, dont 2 643 étaient inscrites dans un des établissements rattachés. Sur les 65 552 étudiants scolarisés dans les unités propres de l'université, la grande majorité (55 045 étudiants) suit des enseignements de premier et deuxième cycle (diplomatura en trois ans et licenciatura en cinq ou six ans), tandis que quelque 4 200 personnes suivent des enseignements propres à l'université (hors cursus nationaux) et de posgrado, lesquels sont des formations de spécialisation après l'obtention d'un diplôme national.
À l'issue de l'année universitaire 2005-2006, 7 035 étudiants ont obtenu leur licenciatura ou diplomatura dans les unités propres de l'université, tandis que 311 thésards ont décroché leur doctorat.

### Budget
Le budget de l'université est essentiellement abondé par la Junta de Andalucía, les droits d'inscription et les subventions d'État. En 2007, les recettes s'élevaient à 397 648 990 €, dont 10 % environ proviennent des droits d'inscription. Les dépenses en personnel, dont le nombre s'élève à 6 482 employés (parmi lesquels 4197), atteignaient la somme de 253 049 873 €, soit deux tiers du budget. Le reste des dépenses est consacré à l'investissement, au fonctionnement et à la recherche.

### Recherche universitaire
Avec ses quelque 4 200 enseignants, l'Université détient un potentiel de recherche très élevé. Ces professeurs enseignent dans les cent vingt-trois départements des écoles et facultés et génèrent une activité de recherche au sein de cent vingt-quatre programmes de doctorat, suivis en 2006-2007 par près de 3 000. Les thèmes de recherche couvrent l'ensemble des domaines d'enseignement .